# Ngữ tộc Hmông
Ngữ tộc Hmông hay Ngữ tộc Miêu là nhóm các ngôn ngữ khác nhau của ngữ hệ Hmông-Miền, gồm có tiếng Hmông, tiếng Hmu, tiếng Xong, tiếng Pà Thẻn, và "tiếng Bố Nỗ" được sử dụng bởi những người Dao không nói tiếng Dao.

## Tên gọi
Tên phổ biến nhất được sử dụng ở Trung Quốc cho các ngôn ngữ này là Miêu (苗).
Tuy nhiên ở ngoài Trung Quốc tên "Hmông" quen thuộc hơn, được dùng ở Việt Nam, và ở phương Tây nơi người Hmông di cư tới. Nhiều người Hmông ở nước ngoài thích tên "Hmông", và cho rằng "Miao" vừa không chính xác vừa mang tính miệt thị, mặc dù ở Trung Quốc hiện coi chữ là "trung lập", để ghi âm mà không mang nghĩa.
Trong số các ngôn ngữ Hmông được sử dụng bởi người Miêu, có một số tên trùng nhau. Ba nhánh như sau , được Purnell (bằng tiếng Anh và tiếng Trung Quốc), Ma và Ratliff đặt tên, cũng như các tên mô tả dựa trên các mẫu và màu sắc của trang phục truyền thống.
| Glottolog | Tên địa phương | Purnell                        | Tên TQ                      | Ma         | Ratliff    | Tên trang phục màu              |
| --------- | -------------- | ------------------------------ | --------------------------- | ---------- | ---------- | ------------------------------- |
| west2803  | —*             | Miêu Tứ Xuyên–Quý Châu–Vân Nam | 川黔滇苗 Miêu Chuanqiandian | Miêu Tây   | Hmông Tây  | Hmông Trắng, Lam/Lục, Hoa, v.v. |
| nort2748  | Xong           | Miêu Tây Hồ Nam                | 湘西苗 Miêu Xiangxi         | Miêu ĐÔng  | Hmông Bắc  | Hmông Đỏ                        |
| east2369  | Hmu            | Miêu Đông Quý Châu             | 黔东苗 Miêu Qiandong        | Miêu Trung | Hmông Đông | Hmông Đen                       |

 •  Không có tên chung. Người nói tiếng Miêu sử dụng các hình thức như Hmong (Mong), Hmang (Mang), Hmao, Hmyo.. Người nói tiếng Dao sử dụng tên dựa trên Nu.